# 莎车专区
莎车专区，新疆已撤消的专区。1949年置。原属新疆省，在今新疆维吾尔自治区西南部。辖莎车、泽普、叶城、麦盖提等县。专员公署驻莎车县。1956年撤销，辖县划归喀什专区。 